# Clinton (Tennessee)
Clinton è un comune degli Stati Uniti d'America, capoluogo della Contea di Anderson, nello Stato del Tennessee.